# Pixel Federation
Pixel Federation est un développeur et éditeur de jeux slovaque spécialisé dans les plateformes de réseaux mobiles et sociaux.

## Présentation
Elle a été fondée en 2007 et a son siège à Bratislava, en Slovaquie. Les titres notables qu'ils ont publiés incluent Diggy's Adventure, Seaport, Train Station et Emporea.
Avec le succès de TrainStation en 2012, Pixel Federation est devenu l'un des 20 meilleurs studios de développement de jeux Facebook dans la région EMEA. En 2017, elle a été reconnue comme une startup technologique à croissance rapide en Europe centrale et orientale, est passée à plus de 200 employés et a atteint 28 131 334 EUR de chiffre d'affaires. Elle a dépassé 300 employés en 2022

## Jeux
| Titre                | Année | Statut     | Description |
| -------------------- | ----- | ---------- | --- |
| Libera Wing          | 2009  | arrêté     | Titre d'action et stratégie pour Nintendo DSi.                                                                         |
| Emporea              | 2010  | disponible | Jeu fantastique de stratégie de guerre multijoueur axé sur la création d'alliances et la conquête du monde.            |
| Happy Birthday Mart  | 2010  | arrêté     | Titre pour Nintendo DSi.                                                                                               |
| TrainStation         | 2010  | disponible | Simulation de gestion ferroviaire explorant les trains et les chemins de fer à travers l'histoire.                     |
| Diggy's Adventure    | 2012  | disponible | Jeu de puzzle d'aventure et d'exploration décontracté avec des quêtes et des événements à travers le monde.            |
| Big Shopkeeper       | 2012  | arrêté     | Jeu de simulation de gestion de boutique en ligne.                                                                     |
| Seaport              | 2015  | disponible | Jeu 3D dédié aux navires, à l'exploration marine et aux quêtes navales.                                                |
| Morning Men          | 2016  | disponible | RPG basé sur une histoire épisodique inspiré de l'âge d'or de la science-fiction.                                      |
| Galactic Junk League | 2016  | disponible | Jeu multijoueur tactique compétitif de combat/construction de science-fiction.                                         |
| CoLab                | 2016  | arrêté     | Salle d'évasion VR pour HTC Vive et Oculus Rift.                                                                       |
| Button Blast         | 2016  | arrêté     | Jeu d'application de puzzle assorti.                                                                                   |
| TrainStation 2       | 2019  | disponible | Nouvelle simulation de gestion ferroviaire explorant les trains et les chemins de fer à travers l'histoire.            |
| AFK Cats             | 2019  | disponible | Gérez votre équipe CAT, montez de niveau et combattez l'épique aspirateur Doomba avec vos amis pour dominer le monde ! |
| Port City            | 2021  | disponible | Nouvelle simulation de gestion de navires explorant les navires et les ports du monde entier.                          |
| Puzzle Adventure     | 2022  | disponible | Une aventure particulière remplie de créatures mystérieuses, d'énigmes palpitantes et de rebondissements.              |